# آنوسیاریوو
آنوسیاریوو (به لاتین: Anosiarivo) یک منطقهٔ مسکونی در ماداگاسکار است که در آتسینانانا واقع شده‌است. آنوسیاریوو ۱۴۰ کیلومتر مربع مساحت و ۸٬۱۰۱ نفر جمعیت دارد.